# Honkasaari (ö i Finland, Södra Karelen, Villmanstrand, lat 61,31, long 27,98)
Honkasaari är en ö i Finland. Den ligger i sjön Saimen och i kommunen Taipalsaari i den ekonomiska regionen  Villmanstrands ekonomiska region  och landskapet Södra Karelen, i den södra delen av landet, 210 km nordost om huvudstaden Helsingfors. Öns area är 21,9 hektar och dess största längd är 0,8 kilometer i öst-västlig riktning.